# Huang Yan
Huang Yan (chiń. upr. 黄艳; pinyin Huáng Yàn) – chińska brydżystka, World Master w kategorii Open oraz World International Master w kategorii Kobiet (WBF).

## Wyniki brydżowe

### Zawody światowe
W światowych zawodach zdobyła następujące lokaty:
| Mistrzostwa Świata. Konkurencja teamów | Mistrzostwa Świata. Konkurencja teamów | Mistrzostwa Świata. Konkurencja teamów         | Mistrzostwa Świata. Konkurencja teamów | Mistrzostwa Świata. Konkurencja teamów | Mistrzostwa Świata. Konkurencja teamów |
| Rok                                    | Miejsce                                | Zawody                                         | Kategoria                              | Drużyna                                | Pozycja                                |
| -------------------------------------- | -------------------------------------- | ---------------------------------------------- | -------------------------------------- | -------------------------------------- | -------------------------------------- |
| 2014                                   | Sanya                                  | 14. Seria Mistrzostw Świata                    | Kobiety                                | China Yellow Team                      | 12                                     |
| 2014                                   | Sanya                                  | 14. Seria Mistrzostw Świata                    | Miksty                                 | Pan-China                              | 43                                     |
| 2012                                   | Lille                                  | 5 Otwarte Mistrzostwa Świata Teamów Mikstowych | Miksty                                 | Beijing Trinergy                       | 17                                     |
| 2010                                   | Filadelfia                             | 13 Seria Mistrzostw Świata                     | Miksty                                 | Beijing Trinergy                       | 42                                     |
| 2010                                   | Filadelfia                             | 13 Seria Mistrzostw Świata                     | Open                                   | Beijing Trinergy                       | 33                                     |
| 2008                                   | Pekin                                  | 1 Olimpiada Sportów Umysłowych                 | Miksty                                 | Evertrust Holding Group                | 3                                      |
| 2007                                   | Szanghaj                               | 38 Mistrzostwa Świata Teamów                   | Trans                                  | Tongji University                      | 104                                    |

| Mistrzostwa Świata. Konkurencja par | Mistrzostwa Świata. Konkurencja par | Mistrzostwa Świata. Konkurencja par | Mistrzostwa Świata. Konkurencja par | Mistrzostwa Świata. Konkurencja par | Mistrzostwa Świata. Konkurencja par |
| Rok                                 | Miejsce                             | Zawody                              | Kategoria                           | Partner                             | Pozycja                             |
| ----------------------------------- | ----------------------------------- | ----------------------------------- | ----------------------------------- | ----------------------------------- | ----------------------------------- |
| 2014                                | Sanya                               | 14. Seria Mistrzostw Świata         | Kobiety                             | Gan Lin                             | 2                                   |
| 2006                                | Werona                              | 12 Mistrzostwa Świata               | Open IMP                            | Wang Yan                            | 82                                  |
| 2006                                | Werona                              | 12 Mistrzostwa Świata               | Kobiety                             | Wang Yan                            | 46                                  |

## Klasyfikacja
- Huang Yan – klasyfikacja WBF (ang.)